# 2-Chlorpropen
2-Chlorpropen ist eine chemische Verbindung aus der Gruppe der chlororganischen Verbindungen.

## Gewinnung und Darstellung
2-Chlorpropen kann durch Reaktion von Propin mit Chlorwasserstoff gewonnen werden. Sie kann ebenfalls durch Behandeln mit 1,2-Dichlorpropan alkoholischem Kaliumhydroxid und Fraktionieren des gleichzeitig gebildeten 1-Chlorpropen dargestellt werden.

## Eigenschaften
2-Chlorpropen ist eine sehr leicht flüchtige, farblose Flüssigkeit mit stechendem Geruch, die praktisch unlöslich in Wasser ist. In Gegenwart von Palladiumkatalysatoren isomeriert es zu Allylchlorid.

## Verwendung
2-Chlorpropen wurde bei der Messung der Photoionisationsquerschnitte von Allyl- und 2-Propenylradikalen verwendet.

## Sicherheitshinweise
Die Dämpfe von 2-Chlorpropen können mit Luft ein explosionsfähiges Gemisch (Flammpunkt < −20 °C) bilden.